# Делта одред
Делта одред (енгл. The Delta Force) је амерички акциони филм из 1986. са Чаком Норисом и Лијем Марвином у главним улогама.

## Радња филма
Група либанских терориста отима амерички путнички авион Боинг 707 на лету 282 из Атине ка Њујорку. Узевши све путнике за таоце група Нова светска револуционарна организација, коју предводи Абдул Рафај (Роберт Форстер) приморава пилота Роџера Кембела да преусмери лет за Бејрут. Терористи убијају једног путника америчког рониоца.
САД брзо реагују шаљући Делта одред, елитну антитерористичку јединицу коју предводи мајор Скот Мекој (Чак Норис) и пуковник Ник Александер (Ли Марвин), да спасу таоце.
Мисија успева, терористи бивају убијени, таоци спашени а авион враћен у Сједињене Државе.